# Park Huize Olterterp
Het Park van Huize Olterterp is een park van 5,5 hectare bij Huize Olterterp aan de Van Harinxmaweg in Olterterp. In het park staat het hoofdkantoor van It Fryske Gea.
Het reliëfrijke park, aangelegd in de Engelse landschapstijl met slingerpaden, de vijver en de heuvel, werd mogelijk aangelegd door landschapsarchitect Lucas Pieters Roodbaard. Dat zou dan enkele jaren na de bouw van het slot, in 1793 zijn geweest. De oorspronkelijke vennetjes werden omgebouwd tot vijvers, daaromheen werden kunstmatige heuvels gemaakt.. Het vroegere slot werd gebouwd voor Ambrosius van Boelens, grietman van Opsterland werd in 1907 vervangen door het tegenwoordige landhuis.
In het park staan bruine beukenbomen die vroeger de 'twaalf apostelen' van de overtuin symboliseerden. In 1990 werd een nieuwe kring geplant. In het bos staan naast andere boomsoorten ook rododendrons. In de oude bomen broeden vogels als bosuil, boomklever en appelvink. Ook de ringslang en de hazelworm kunnen hier worden aangetroffen.
Aeltsjemar
· De Alde Feanen
· Bakkeveense Duinen
· Bancopolder
· Bekhofschaans
· Bjirmen
· Blauhúster Puollen
· Bocht fan Molkwar
· Botmar
· Bouwepet
· Buismans Einekoai
· Bûtenfjild
· Van Coehoornbosk
· Delleboersterheide
· Diakonieveen
· Dobbe Stienser Aldlân
· Dobben Hurdegarypsterwarren
· Dunegeaster- en Follegeasterpolder
· Dyksfearten
· Eanjumerkolken
· Easterskar
· Einekoai Piaam
· Einekoaien Lytse Geast
· De Fluezen
· Grikelân en Turkije
· Grutte Wielen
· Heide Hulstreed
· De Hon
· Huitebuersterbûtenpolder
· Joodse begraafplaats Tacozijl
· Joodse begraafplaats Noordwolde
· Kapellepôle
· Ketelermar
· Ketliker Skar
· Kobbelân
· Lendebos
· Lindevallei
· Liphústerheide
· Makkumersúdmar
· Makkumerwaarden
· Mandefjild
· Martenastate
· Meulebos
· Meulereed
· Mokkebank
· Mûntsebuorsterpolder
· Noard-Fryslân Bûtendyks
· 't Oerd
· Ottema Wiersma reservaat
· Park Huize Olterterp
· Park Jongemastate
· Peazemerlannen
· Petgatten De Feanhoop
· Polders Koarnwert
· Ringwiel
· Rysterbosk
· De Ryp
· Schaopedobbe
· Séfonsterpolder
· Sippen-finnen
· Skiedingsboskje
· Slachtedyk
· Steile Bank
· Stokersdobbe
· Sudermarpolder
· Syp Set
· Taconisbosk
· Tsjongerwâlen
· Teroelster Sipen
· Unlân fan Jelsma
· Van Asperen einekoaien
· Warkumermar
· Warkumerwaard
· 't West
· Wilhelmina-oard
· Ychtenerfeanpolder